# Tianma (Sheshan)

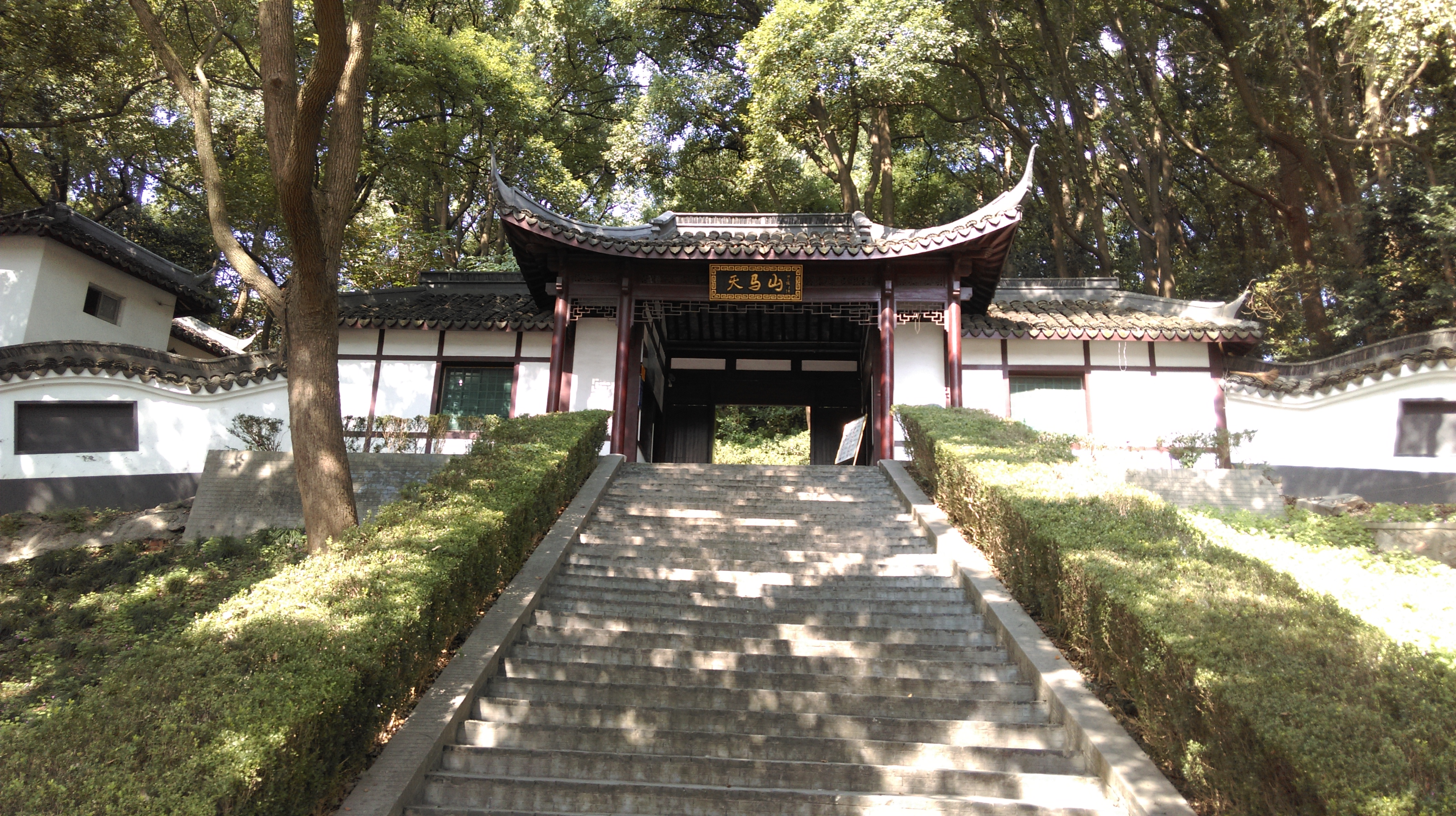
Westtor des Tianma-Bergparks

Tianma (chinesisch 天馬社區 / 天马社区, Pinyin Tiānmǎ Shèqū), ursprünglich eine eigenständige Gemeinde, ist seit Januar 2001 eine Einwohnergemeinschaft im Westen der Großgemeinde Sheshan, welche wiederum zum Stadtbezirk Songjiang der chinesischen Stadt Shanghai gehört.
Tianma ist der Regierungssitz der heutigen Großgemeinde Sheshan.
Bei der 5. Volkszählung im Jahr 2000 hatte das damals noch unabhängige Tianma eine Einwohnerzahl von 18.741 Personen.

## Tianma-Bergpark

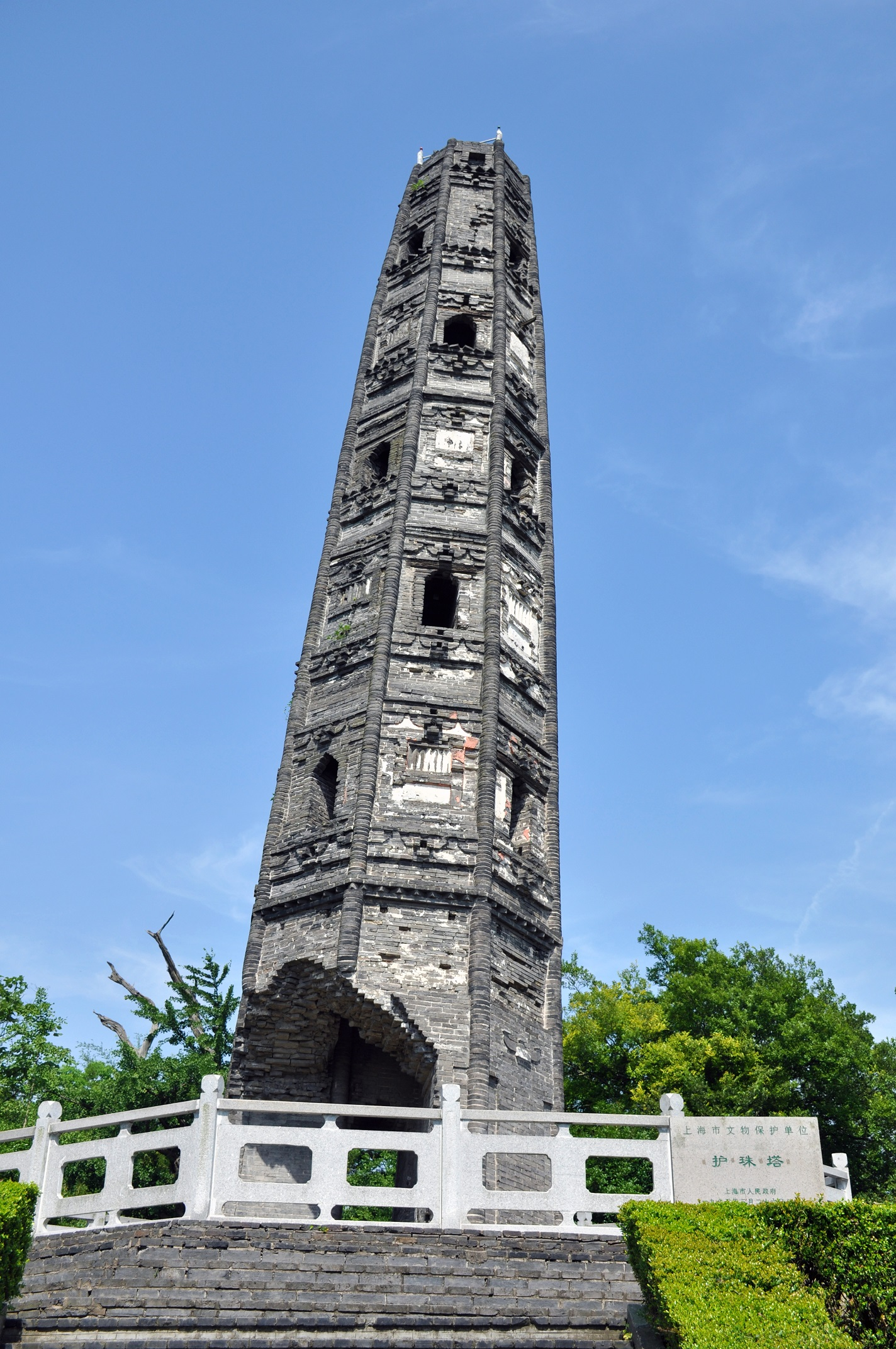
Rakshamani-Pagode

Der Name der Einwohnergemeinschaft leitet sich von dem 98,2 m hohen, aus Tuff-Brekzie, Kristalltuff und Porphyrtuff bestehenden Himmelspferd- bzw. Tianma-Hügel (天马山) ab, der mit seinem Ost- und Westgipfel mit viel Fantasie als ein sich in die Lüfte erhebendes Himmelspferd gesehen werden kann. Der Hügel ist auf 95,5 ha dicht bewaldet, meistenteils Bambus und Laubbäume, darunter ein vor über 800 Jahren von dem Song-General Zhou Wenda (周文达) gepflanzter Ginkgo.
Auf dem Tianma-Hügel gibt es Tempel verschiedener Konfessionen, der bekannteste davon das buddhistische Pariveda Shasana Kloster (圆智教寺, Pinyin Yuánzhìjiào Sì, wörtl. „Kloster der Allumfassenden Weisheit“). Die Ursprünge dieses Klosters gehen auf die Dhyana-Klause (禅居, Pinyin Chán Jū) zurück, die 859 etwa 1 km südwestlich des heutigen Zentrums von Songjiang errichtet wurde. Als der Huangpu Jiang zu Beginn der Späteren Jin-Dynastie über die Ufer trat und die Fundamente der Klause unterspülte, wurde diese in den Jahren 936–942 auf dem Tianma-Hügel wieder aufgebaut. Um 980, zu Beginn der Regierungszeit von Kaiser Zhao Guangyi, fand das Kloster unter Abt Xichan (熹蟾) immer mehr Zulauf, nicht nur von Pilgern, sondern auch von Menschen, die sich für ein mönchisches Leben entschieden. Daraufhin wurde dem Kloster vom Kaiser der Ehrentitel „Erhabene Gunst und Klare Lehre“ (崇惠明教, Pinyin Chónghuì Míngjiào) verliehen. Seinen heutigen Namen erhielt das Kloster während der Regierungszeit von Kaiser Zhao Shu (1064–1067).
Unweit des Pariveda Shasana Klosters, auf einem Zwischengipfel des Tianma-Hügels, befindet sich die siebenstöckige Rakshamani-Pagode (护珠塔, Pinyin Hùzhū Tǎ, wörtl. „Schutzperlen-Pagode“), die nach neueren Forschungen im Jahr 1157 von General Zhou Wenda, Befriedungskommissar (招抚使, Pinyin Zhāofǔ Shǐ) für die Gegend des heutigen Jiaxing (damals 秀州/Xiuzhou),
auf Befehl von Kaiser Zhao Gou errichtet wurde, um eine vom Kaiser gespendete Sharira-Reliquie (die namengebende Schutzperle) aus Indien aufzunehmen. Der Kern der achteckigen Pagode ist aus Ziegeln gemauert und 18,81 m hoch. Die Pagode hatte ursprünglich auf jeder Etage einen hölzernen Dachkranz. Diese wurden jedoch, ebenso wie die Holztreppe im Inneren, bei einem Feuer, das 1788 durch Funkenflug von einer Opferzeremonie im nahen Kloster ausgelöst wurde, vollständig zerstört.
Im Laufe der folgenden Jahre wurde auch der Stampflehm locker, aus dem das Podest besteht, auf dem sich die Pagode befindet, was dazu führte, dass sie sich nach Südosten neigte. Im 20. Jahrhundert entdeckten Anwohner, dass im Mörtel zwischen den Ziegeln Münzen aus der Tang- und Song-Dynastie eingebettet waren. Also entfernten sie einen Ziegel nach dem anderen, um an die Münzen zu gelangen. Nach einigen Jahren fehlte schließlich 1/4 des ersten Stockwerks, was die Stabilität der Pagode weiter beeinträchtigte. Bei einer Inspektion durch Experten vom Shanghaier Institut für Zivilarchitektur (上海市民用建筑设计院, heute „Shanghaier Forschungsinstitut für Architektur GmbH“) im Juni 1982 wurde festgestellt, dass die Spitze der Pagode 2,27 m aus dem Lot war, was einem Neigungswinkel von 6°52’52’’ entspricht, also mehr als beim Schiefen Turm von Pisa. Daraufhin wurde noch im selben Jahr von der Shanghaier Denkmalschutzkommission (上海市文物保管委员会, Pinyin Shànghǎi Shì Wénwù Bǎoguǎn Wěiyuánhuì) eine Arbeitsgruppe mit rund einem Dutzend Mitgliedern gebildet, die sich mit Maßnahmen zur Erhaltung der Rakshamani-Pagode befassen sollte. Die Anweisung lautete: „Die Neigung bewahren, aber nicht umstürzen lassen.“ 1984 wurde damit begonnen, an nicht sichtbaren Stellen im Podest und im Pagodenkörper Stahlbeton-Verstärkungen einzuziehen, die die beiden Bauelemente sicher miteinander verbanden und die Festigkeit vergrößerten. Außerdem wurden einige verwitterte Ziegel des Pagodenkörpers ausgewechselt. Im Dezember 1987 waren die Restaurierungsarbeiten vollendet.

## Tianma-Radioteleskop
Westlich des Dorfes Sanjiezhi (三界址村) befindet sich seit 2012 ein modernes 65-Meter-Radioteleskop des Astronomischen Observatoriums Shanghai, das primär für Forschungen zur Sternentstehung und zum Interstellaren Medium und für VLBI verwendet wird, aber auch ein Teil des Chinesischen Tiefraum-Netzwerks ist und bei Missionen der Nationalen Raumfahrtbehörde Chinas einen wichtigen Beitrag leistet.